# Ферн Форест (Хаваји)
Ферн Форест (енгл. Fern Forest) насељено је место за статистичке потребе у америчкој савезној држави Хаваји. По попису становништва из 2010. у њему је живело 931 становника.

## Демографија
Према попису становништва из 2010. у граду је живело 931 становника, што је 451 (94,0%) становника више него 2000. године.
| Група             | 2000.       | 2010.       |
| Белци             | 248 (51,7%) | 424 (45,5%) |
| Афроамериканци    | 1 (0,2%)    | 7 (0,8%)    |
| Азијати           | 34 (7,1%)   | 73 (7,8%)   |
| Хиспаноамериканци | 48 (10,0%)  | 126 (13,5%) |
| Укупно            | 480         | 931         |